# Ion Izagirre
Ion Izagirre Insausti (Ormaiztegi, Guipúscoa, 4 de fevereiro de 1989) é um ciclista profissional espanhol. A sua equipa é o Cofidis.

## Biografia
É filho do exciclista duplo Campeão da Espanha de Ciclocross José Ramón Izagirre. O seu irmão Gorka também é ciclista profissional desde finais de 2008, no que deu o salto ao profissionalismo da mão da equipa NGC Medical-OTC Industria Porte.
Estreiou como profissional no Orbea no final de 2009 para coincidir com seu irmão no Euskaltel-Euskadi desde 2011 e no Movistar desde 2014.
Em 23 de julho de 2016 conseguiu sua vitória profissional mais importante depois de vencer na penúltima etapa do Tour de France com chegada em Morzine, depois de um espectacular descida sob a chuva na baixada do Joux Plane.
Durante a disputa da Volta a Espanha de 2018, confirmou-se tanto seu contrato como o de seu irmão pelo conjunto Astana Pro Team até à temporada de 2020.

## Trajetória desportiva
Íon estreia como profissional na Subida a Urkiola.

### 2011
Ion Izagirre, estreia esta temporada no UCI WorldTour, conseguiu uma destacada atuação na Tirreno-Adriático, se situando em 24.ª posição da geral.

### 2012
Izagirre teve uma destacada actuação na Volta às Astúrias, onde ganhou a Contrarrelógio. Em outra etapa da Volta às Astúrias, teve uma queda e abandonou a corrida.
Mais tarde, a 22 de maio, chegaria sua primeira vitória numa grande volta ao impor-se na 16.ª etapa do Giro d'Italia em Falzes, onde ganhou a seus colegas de escapada depois de um duro ataque a 4 quilómetros de meta. Entre os fugidos tinha corredores como Mathias Frank, José Herrada, Alessandro De Marchi ou Stef Clement, entre outros.

### 2013
A princípios do mês de agosto, esteve cerca de ganhar o Volta à Polónia. Finalmente acabou segundo nesta prova pontuável para a UCI WorldTour.

### 2015
Em 2015 consegue uma grande atuação na Volta ao País Basco ficando 3.º no geral final, umas semanas depois corre o Giro de Itália com o objectivo de ficar no top-10, parecia que o ia conseguir mas na última semana sofreu o cansaço da corrida e finalizou em 18.º lugar. Participa na Volta à Suíça, na que abandona depois de finalizar último na etapa rainha longe de estar num bom estado de forma.
Três semanas depois participa na Ordiziako Klasika e GP Miguel Induráin finalizando em ambas como segundo por trás de Ángel Madrazo e Ángel Vicioso respectivamente. Um mês depois ganha o geral final do Volta à Polónia, demonstrando uma grande regularidade em todas as etapas em linha e fazendo uma boa crono.
Depois dos seus grandes resultados durante todo o ano foi convocado por Espanha nos mundiais em linha onde teve uma grande actuação tanto no mundial em estrada como no mundial de contrarrelógio por equipas no que obteve um bronze.

## Palmarés

### Ciclocross
- 2006
  - 3.º no Campeonato da Espanha Júnior de Ciclocross

- 2021
  - Campeonato de Euskadi de Ciclocross

### Estrada
| - 2012 - 1 etapa da Volta às Astúrias - 1 etapa do Giro d'Italia - 2013 - 2.º no Campeonato da Espanha em Estrada - 2014 - 2.º no Campeonato da Espanha Contrarrelógio - Campeonato da Espanha em Estrada - 2015 - Volta à Polónia - 2016 - Grande Prêmio Miguel Indurain - 1 etapa do Volta à Romandia - 1 etapa da Volta à Suíça - Campeonato da Espanha Contrarrelógio - 1 etapa do Tour de France | - 2017 - 3.º no Campeonato da Espanha em Estrada - 2018 - 3.º no Campeonato da Espanha Contrarrelógio - 2019 - Volta à Comunidade Valenciana - 1 etapa da Paris-Nice - Volta ao País Basco - 2020 - 1 etapa da Volta a Espanha - 2021 - 1 etapa da Volta ao País Basco - Campeonato da Espanha Contrarrelógio - 2022 - 1 etapa da Volta ao País Basco |

## Resultados

### Grandes Voltas
| Corrida | Corrida         | 2010 | 2011 | 2012 | 2013 | 2014 | 2015 | 2016 | 2017 | 2018 | 2019 | 2020 | 2021 | 2022 |
| ------- | --------------- | ---- | ---- | ---- | ---- | ---- | ---- | ---- | ---- | ---- | ---- | ---- | ---- | ---- |
|         | Giro d'Italia   | —    | —    | 27.º | —    | —    | 18.º | —    | —    | —    | 36.º | —    | —    | —    |
|         | Tour de France  | —    | —    | Ab.  | 39.º | 21.º | —    | 47.º | Ab.  | 22.º | —    | Ab.  | 26.º | 39.º |
|         | Volta a Espanha | —    | —    | —    | —    | —    | —    | —    | —    | 9.º  | 16.º | 29.º | 26.º | —    |

### Voltas menores
| Corrida | Corrida              | 2010 | 2011  | 2012 | 2013 | 2014 | 2015 | 2016 | 2017 | 2018 | 2019 | 2020 | 2021 | 2022 |
| ------- | -------------------- | ---- | ----- | ---- | ---- | ---- | ---- | ---- | ---- | ---- | ---- | ---- | ---- | ---- |
|         | Tour Down Under      | —    | 72.º  | —    | 4.º  | —    | —    | —    | —    | 12.º | —    | —    | X    | X    |
|         | Paris-Nice           | —    | —     | —    | 55.º | 19.º | 26.º | 5.º  | 7.º  | 4.º  | 21.º | —    | 3.º  | 7.º  |
|         | Tirreno-Adriático    | —    | 24.º  | 16.º | —    | —    | —    | —    | —    | —    | —    | —    | —    | —    |
|         | Volta à Catalunha    | —    | Ab.   | —    | —    | —    | —    | —    | —    | —    | —    | X    | —    | —    |
|         | Volta ao País Basco  | —    | —     | —    | 47.º | 55.º | 3.º  | Ab.  | 3.º  | 3.º  | 1.º  | X    | 10.º | 2.º  |
|         | Volta à Romandia     | —    | 103.º | —    | —    | 8.º  | —    | 3.º  | 5.º  | 11.º | —    | X    | 7.º  | 64.º |
|         | Critério do Dauphiné | —    | —     | —    | —    | —    | —    | —    | —    | —    | —    | —    | 7.º  | —    |
|         | Volta à Suíça        | —    | —     | —    | 34.º | 43.º | Ab.  | 2.º  | 6.º  | 15.º | —    | X    | —    | 34.º |
|         | Volta à Polónia      | —    | 17.º  | 7.º  | 2.º  | 2.º  | 1.º  | —    | —    | —    | 11.º | 20.º | —    | —    |
|         | BinckBank Tour       | —    | —     | 88.º | —    | —    | —    | 8.º  | —    | —    | —    | —    | —    | X    |

### Clássicas, Campeonatos e J.O.
| Corrida                   | Corrida                   | 2010            | 2011            | 2012  | 2013            | 2014            | 2015            | 2016 | 2017            | 2018            | 2019            | 2020            | 2021 | 2022  |
| ------------------------- | ------------------------- | --------------- | --------------- | ----- | --------------- | --------------- | --------------- | ---- | --------------- | --------------- | --------------- | --------------- | ---- | ----- |
| Strade Bianche            | Strade Bianche            | —               | —               | —     | —               | —               | —               | —    | —               | —               | —               | Ab.             | —    | —     |
|                           | Milão-Sanremo             | —               | Ab.             | 85.º  | —               | —               | 24.º            | —    | —               | —               | —               | —               | —    | —     |
| E3 Harelbeke              | E3 Harelbeke              | —               | —               | 91.º  | —               | 63.º            | —               | —    | —               | —               | —               | X               | —    | —     |
| Gante-Wevelgem            | Gante-Wevelgem            | —               | —               | 15.º  | —               | —               | —               | —    | —               | —               | —               | —               | —    | —     |
|                           | Volta à Flandres          | —               | 133.º           | —     | —               | —               | —               | —    | —               | —               | —               | —               | —    | —     |
| Scheldeprijs              | Scheldeprijs              | —               | 27.º            | —     | —               | —               | —               | —    | —               | —               | —               | —               | —    | —     |
|                           | Paris-Roubaix             | —               | Ab.             | 79.º  | —               | —               | —               | —    | —               | —               | —               | X               | —    | —     |
| Amstel Gold Race          | Amstel Gold Race          | —               | Ab.             | —     | Ab.             | Ab.             | —               | 24.º | 7.º             | 19.º            | —               | X               | —    | —     |
| Flecha Valona             | Flecha Valona             | —               | 107.º           | —     | 67.º            | 71.º            | —               | 64.º | 12.º            | 101.º           | Ab.             | —               | —    | 129.º |
|                           | Liège-Bastogne-Liège      | —               | Ab.             | —     | 87.º            | 86.º            | —               | 30.º | 5.º             | 101.º           | 56.º            | —               | —    | 27.º  |
| EuroEyes Classics         | EuroEyes Classics         | —               | —               | 76.º  | 139.º           | —               | 64.º            | —    | —               | —               | —               | X               | X    | —     |
| Clássica de San Sebastián | Clássica de San Sebastián | —               | —               | —     | —               | —               | —               | 19.º | —               | 7.º             | —               | X               | —    | Ab.   |
| Bretagne Classic          | Bretagne Classic          | —               | 24.º            | 129.º | 68.º            | —               | Ab.             | —    | —               | —               | —               | —               | —    | 19.º  |
| Grande Prêmio de Quebec   | Grande Prêmio de Quebec   | —               | 73.º            | Ab.   | 32.º            | —               | 22.º            | 62.º | —               | —               | —               | X               | X    |       |
| Grande Prêmio de Montreal | Grande Prêmio de Montreal | —               | 32.º            | 72.º  | 9.º             | —               | 24.º            | 8.º  | —               | —               | —               | X               | X    |       |
|                           | Giro de Lombardia         | —               | Ab.             | —     | Ab.             | Ab.             | Ab.             | Ab.  | —               | 6.º             | Ab.             | 80.º            | —    |       |
| J. O. (Rota)              | J. O. (Rota)              | Não se disputou | Não se disputou | —     | Não se disputou | Não se disputou | Não se disputou | Ab.  | Não se disputou | Não se disputou | Não se disputou | Não se disputou | 79.º | ND    |
| J. O. (CRI)               | J. O. (CRI)               | Não se disputou | Não se disputou | —     | Não se disputou | Não se disputou | Não se disputou | 8.º  | Não se disputou | Não se disputou | Não se disputou | Não se disputou | Ab.  | ND    |
| Mundial em Estrada        | Mundial em Estrada        | —               | —               | —     | —               | 24.º            | 56.º            | —    | —               | 11.º            | 16.º            | —               | —    |       |
| Europeu em Estrada        | Europeu em Estrada        | X               | X               | X     | X               | X               | X               | X    | —               | —               | —               | —               | Ab.  |       |
| Espanha em Estrada        | Espanha em Estrada        | —               | —               | 35.º  | 2.º             | 1.º             | —               | 50.º | 3.º             | 14.º            | 23.º            | —               | 14.º | Ab.   |
| Espanha Contrarrelógio    | Espanha Contrarrelógio    | —               | —               | —     | 4.º'            | 2.º             | —               | 1.º  | 7.º             | 3.º             | —               | —               | 1.º  | 5.º   |
| Corrida                   | Corrida                   | 2010            | 2011            | 2012  | 2013            | 2014            | 2015            | 2016 | 2017            | 2018            | 2019            | 2020            | 2021 | 2022  |

—: Não participa 

Ab.: Abandona 

X: Não se disputou

## Equipas
- Orbea (2009[3]-2010)
- Euskaltel-Euskadi (2011-2012)
- Euskaltel Euskadi (2013)
- Movistar (2014-2016)
- Bahrain Merida (2017-2018)
- Astana (2019-2021)
  - Astana Pro Team (2019-2020)
  - Astana-Premier Tech (2021)
- Cofidis (2022-)